# 小行星6976
小行星6976（6976 Kanatsu）是一颗围绕太阳公转的小行星。1993年5月23日，大友哲在藤枝市发现了此天体。
該小行星以日本天文學家金津和義命名。
这颗小行星的绝对星等为251.4711240796994等。